# Serbia al Junior Eurovision Song Contest
La Serbia  a seguito del referendum sull'indipendenza del Montenegro, partecipa alla manifestazione separatamente dal Montenegro. Ha partecipato 10 volte sin dal suo debutto nel 2006. La rete che ha curato le varie partecipazioni è la RTS. Ha effettuato un primo ritiro nel 2011, il capo della delegazione, Dragoljub Ilić, ha fatto sapere che il suo paese si prenderà la pausa di un anno dal JESC, anche per ragioni economiche. Torna a partecipare nel 2014, per poi ritirarsi dal 2023.

## Partecipazioni
- Primo posto
- Secondo posto
- Terzo posto
- Ultimo posto

| Anno                                    | Artista                             | Canzone                         | Lingua         | Posizione | Posizione |
| Anno                                    | Artista                             | Canzone                         | Lingua         | Finale    | Punti     |
| --------------------------------------- | ----------------------------------- | ------------------------------- | -------------- | --------- | --------- |
| 2006                                    | Neustrašivi Učitelji Stranih Lezika | Učimo strane jezike             | Serbo, inglese | 5º        | 81        |
| 2007                                    | Nevena Božović                      | Piši mi                         | Serbo          | 3º        | 120       |
| 2008                                    | Maja Mazić                          | Uvek kad u nebo pogledam        | Serbo          | 12º       | 37        |
| 2009                                    | Ništa Lično                         | Onaj pravi                      | Serbo          | 10º       | 34        |
| 2010                                    | Sonja Škorić                        | Čarobna noć                     | Serbo          | 3º        | 113       |
| Nessuna partecipazione dal 2011 al 2013 |                                     |                                 |                |           |           |
| 2014                                    | Emilija Đonin                       | Svet u mojim očima              | Serbo          | 10º       | 61        |
| 2015                                    | Lena Stamenković                    | Lenina pesma                    | Serbo          | 7º        | 79        |
| 2016                                    | Dunja Jeličić                       | U la la la                      | Serbo          | 17º       | 14        |
| 2017                                    | Irina Brodić & Jana Paunović        | Ceo svet je naš                 | Serbo          | 10º       | 92        |
| 2018                                    | Bojana Radovanović                  | Svet                            | Serbo          | 19º       | 30        |
| 2019                                    | Darija Vračević                     | Podigni glas (Raise Your Voice) | Serbo, inglese | 10º       | 109       |
| 2020                                    | Petar Aničić                        | Heartbeat                       | Serbo, inglese | 11º       | 85        |
| 2021                                    | Jovana & Dunja                      | Oči deteta (Children's Eyes)    | Serbo          | 13º       | 86        |
| 2022                                    | Katarina Savić                      | Svet bez granica                | Serbo          | 13º       | 92        |
| Nessuna partecipazione dal 2023 al 2025 |                                     |                                 |                |           |           |

## Storia delle votazioni
Al 2021, le votazioni della Serbia sono state le seguenti: 
Punti dati
| Posizione | Stato              | Punti |
| --------- | ------------------ | ----- |
| 1         | Russia             | 87    |
| 2         | Georgia            | 72    |
| 3         | Armenia            | 66    |
| 4         | Macedonia del Nord | 62    |
| 5         | Bielorussia        | 52    |

Punti ricevuti
| Posizione | Stato              | Punti |
| --------- | ------------------ | ----- |
| 1         | Macedonia del Nord | 99    |
| 2         | Paesi Bassi        | 38    |
| 3         | Ucraina            | 38    |
| 4         | Russia             | 37    |
| 5         | Georgia            | 33    |